# برهموم
برهموم یا برمین روستایی در دهستان الویر بخش خرقان شهرستان زرندیه استان مرکزی ایران است.

## موقعیت روستا
رودخانه بره موم که از کوه های چهل دختر سرچشمه می گیرد از جنوب باختری و باختر ده می گذرد و به رودخانه رازقان می ریزد. کوه چهل دختر در ۲ کیلو متری جنوب باختری و کوه صحبت در جنوب روستاست.
کشتزار های علی قورا در ۶ کیلومتری خاوری و باغ میرموشی در ۷ کیلومتری جنوب خاوری وابسته به این آبادی است.

## جمعیت
بر پایه سرشماری عمومی نفوس و مسکن در سال ۱۳۹۵ جمعیت این روستا ۱۶۰ نفر (۶۱خانوار) بوده‌است.